# الطاقة والحضارة: تاريخ (كتاب)
الطاقة والحضارة: تاريخ هو كتاب صدرعام 2017 من تأليف العالم والمحلل والسياسي الكندي التشيكي فاكلاف سميل، ونشرته ميت بريس التابعة لمعهد ماساتشوستس للتكنولوجيا.
يقدّم الكتاب "حكاية شامل عن كيفية تشكيل الطاقة للمجتمع عبر التاريخ" وهو نسخة محدثة وموسعة من الكتاب الذي صدر للمؤلف عام 1994 بعنوان الطاقة في تاريخ العالم.